# Гнеста
Гнеста (швед. вимова: [ˈɡneːsta]) — місто в двох комунах та адміністративний центр Гнеста, лен Седерманланд, Швеція з 5 562 жителями в 2010 році.
Місто знаходиться на кордоні з леном Стокгольм, та невелика частина Гнести лежить в комуні Седертельє. Гнеста є кінцевою зупинкою Стокгольмської приміської залізниці.
В Гнесті знімали фільм «Дівчина з татуюванням дракона», адаптацію 2009 року книги Стіга Ларссона Чоловіки, що ненавидять жінок. Місто представляло вигаданий Гедестад та острів Гедебю.

## Історія
Селище вперше згадується в 1383 році як Gnytlistum. Залізнична станція Гнеста була відкрита в 1861 році, але станція, яку ми бачимо сьогодні, побудована в 1907 році. Поселення зростало і в 1883 році, коли Гнеста стала муніципальною громадою, у ньому було 774 жителів, в 1906 р. — 966, в 1923 р. — 1388.
Раніше ринковий день проводився щомісяця, коли відбувалася жвава торгівля худобою. Сьогоднішні ринкові дні — це Різдвяний ринок, який організовують комуни наприкінці листопада — на початку грудня. У першу суботу червня також організовують ринок Гнеста з ринковою площею, атракціонами та розвагами.

## Галерея

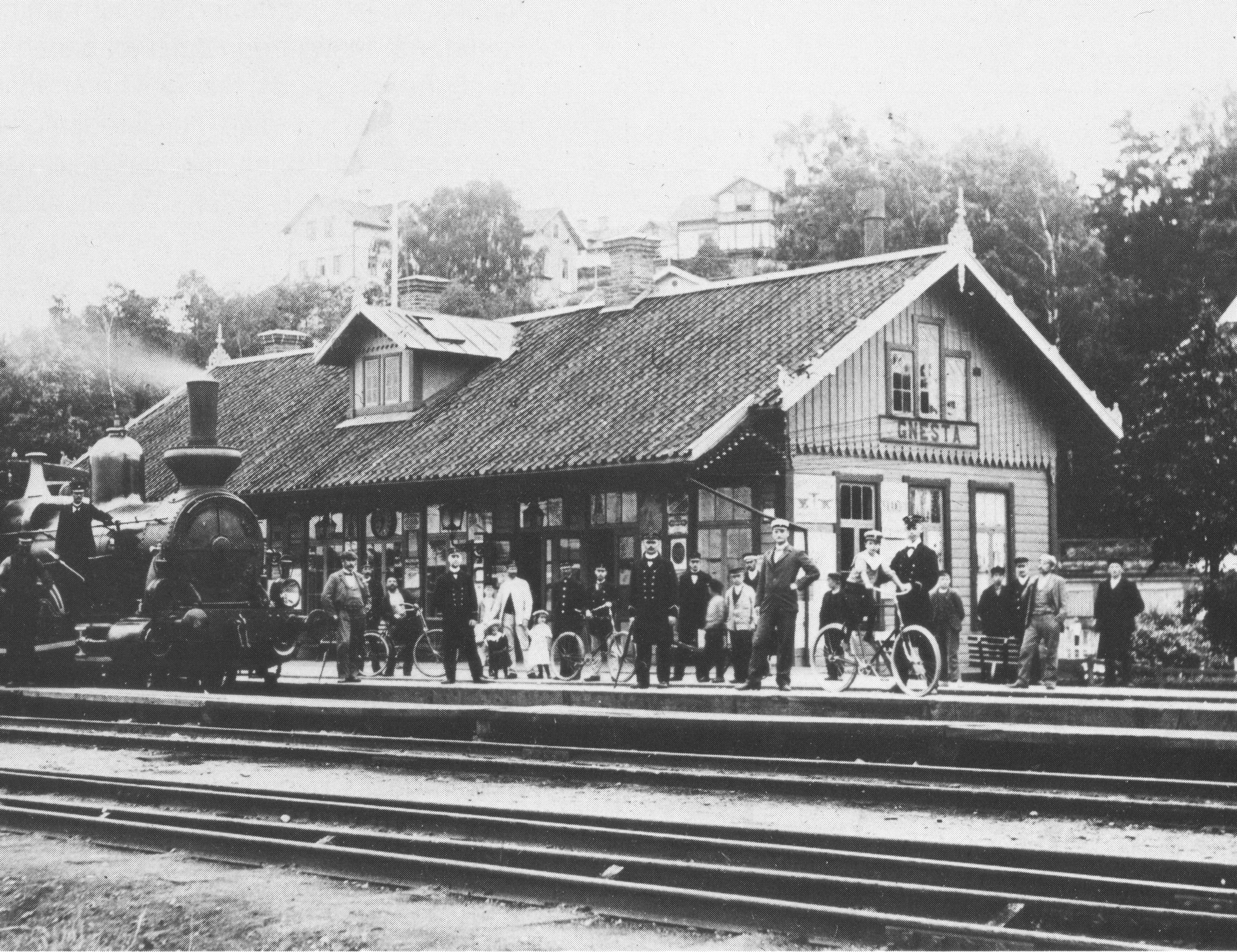
Залізнична станція (1900 рік).
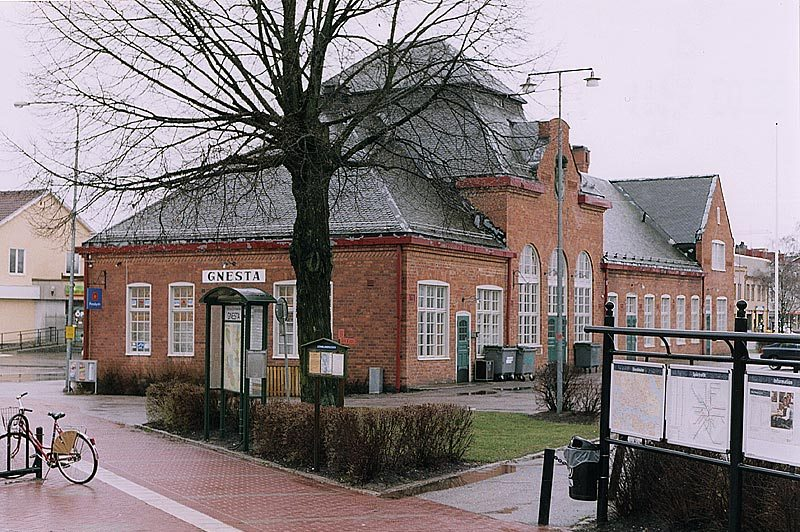
Будівля вокзалу побудована в 1907 році.
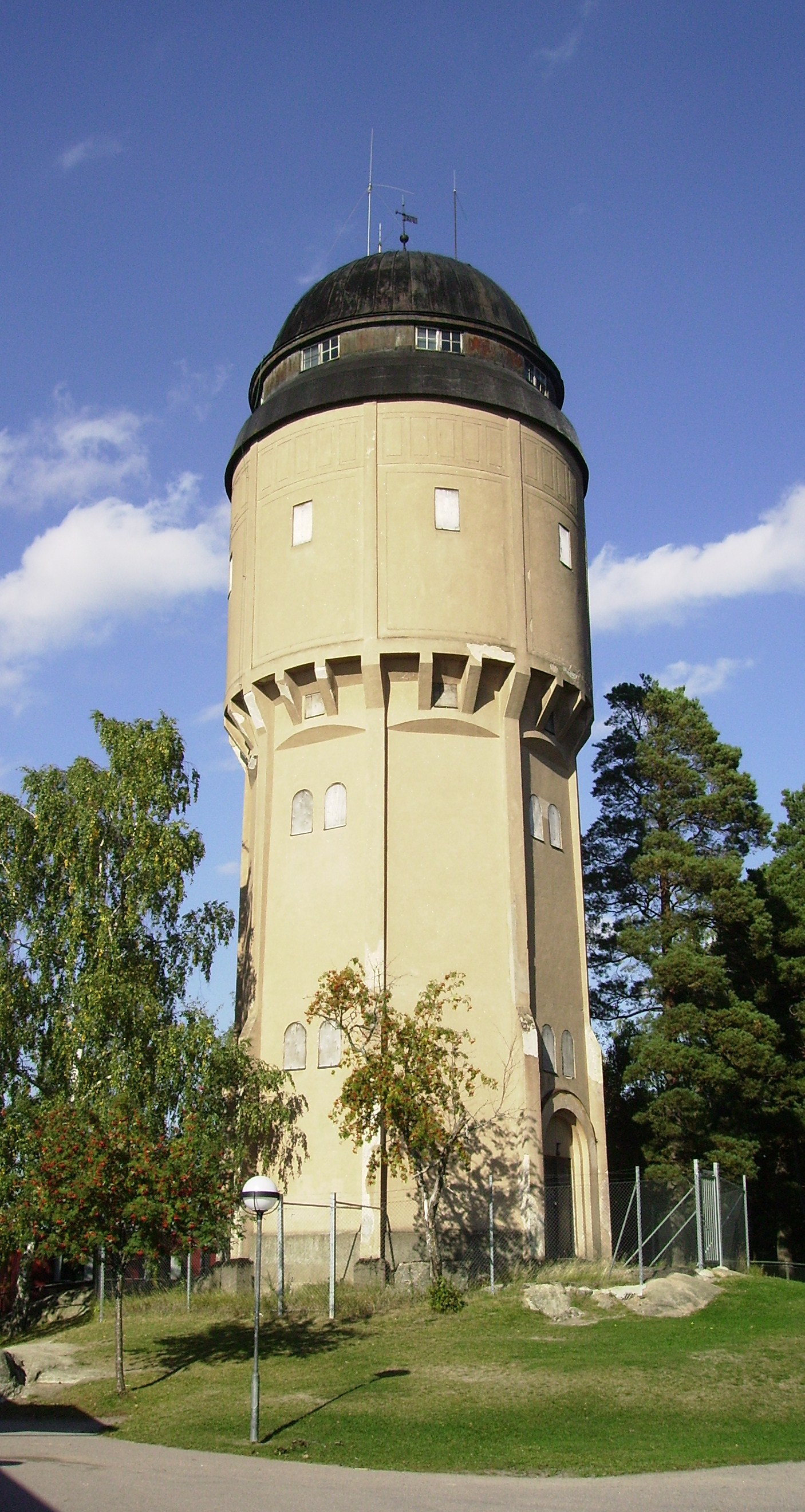
Водонапірна вежа.
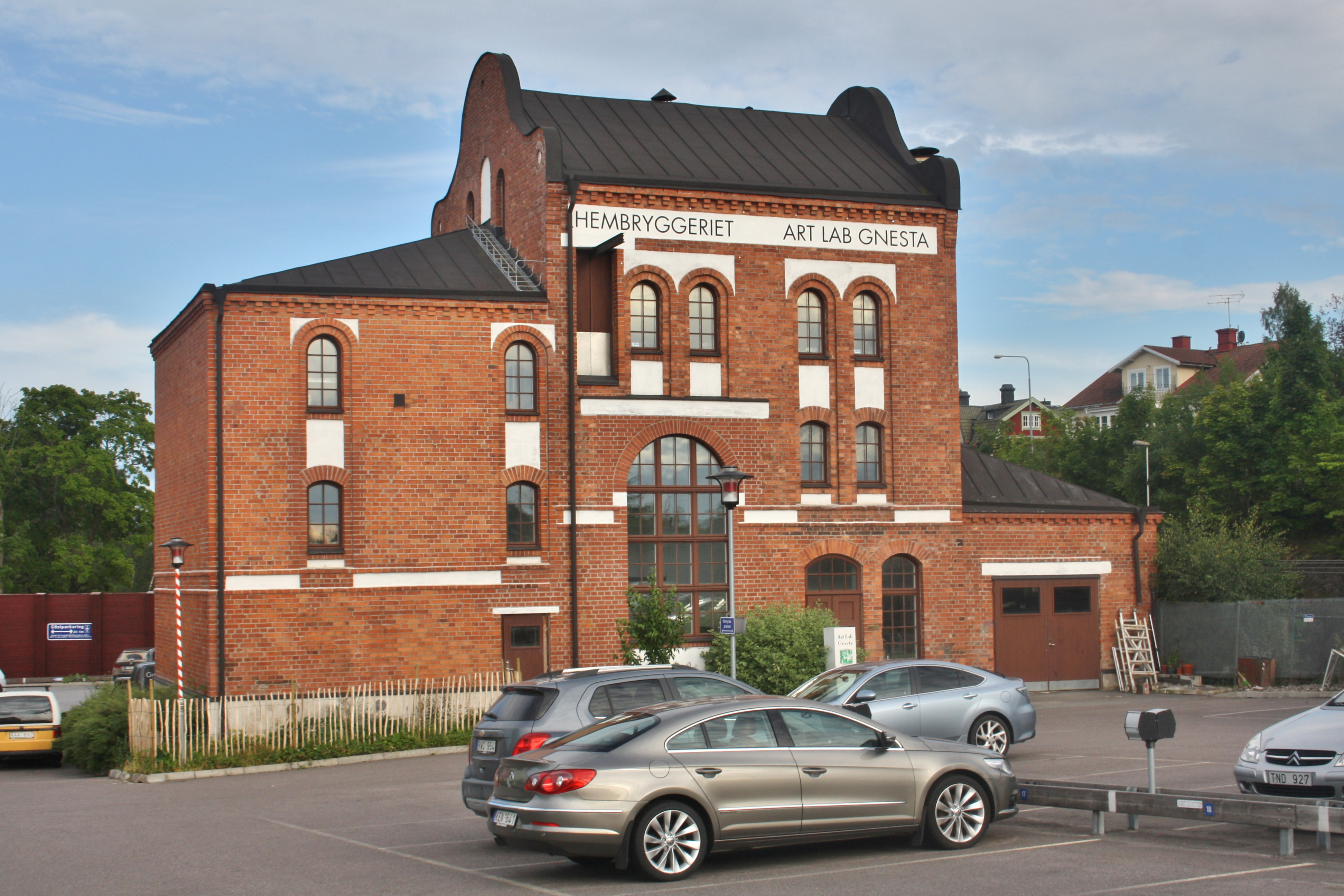
Пивоварня Гнеста (2016)
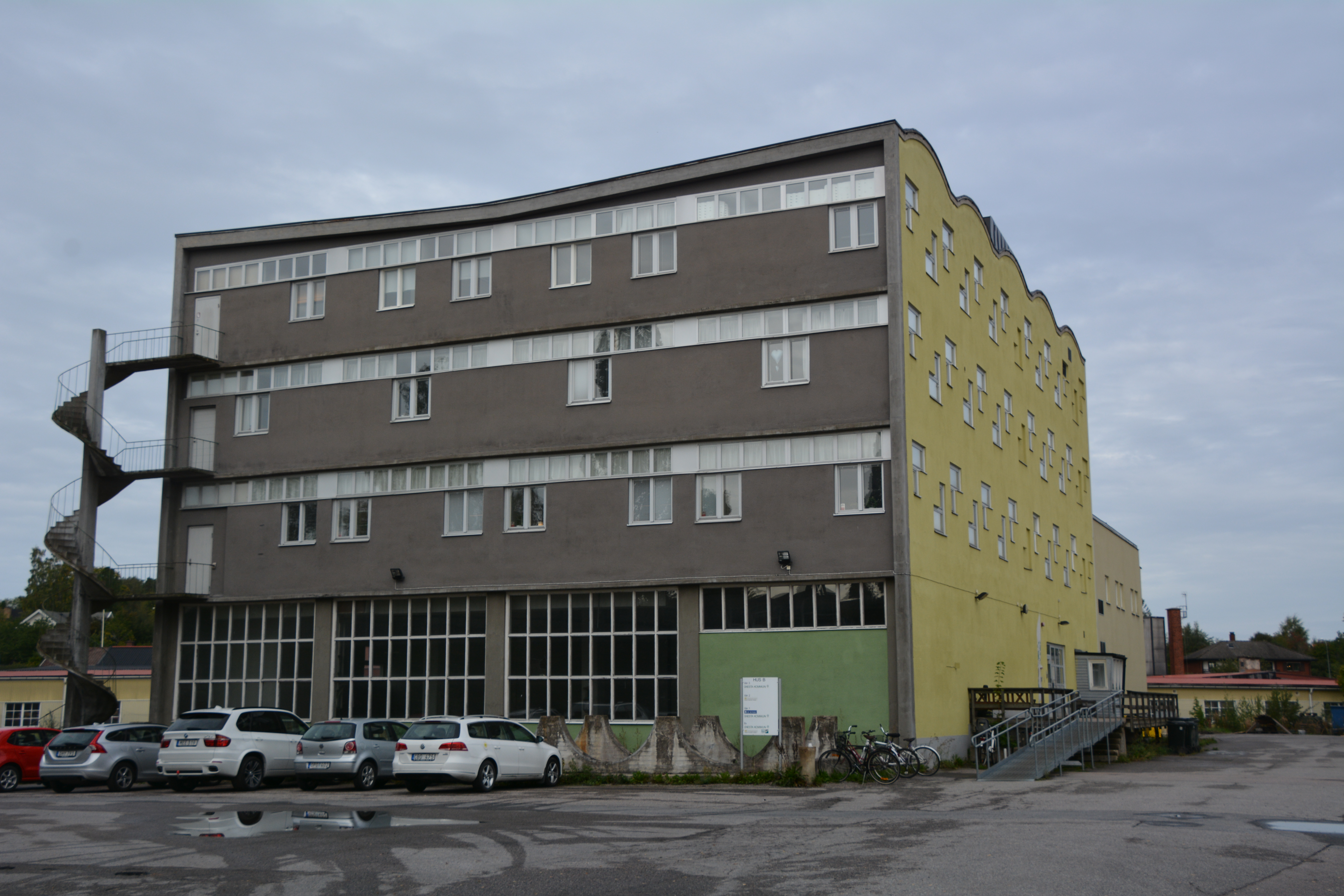
Старий завод мила